# Крка (притока Саве)
Крка је река у Словенији.
Дугачка је 93 km. Извире у близини Љубљане, пролази кроз Ново место и утиче у Саву код Брежица.